# مقاطعة أنوكا (مينيسوتا)
مقاطعة أنوكا (بالإنجليزية: Anoka County)‏ هي إحدى مقاطعات ولاية مينيسوتا في الولايات المتحدة الأمريكية.

## التاريخ
تم تنظيم مقاطعة أنوكا بموجب قانون صادر عن الهيئة التشريعية الإقليمية لولاية مينيسوتا في 23 مايو 1857 ، العام الذي سبق انضمام مينيسوتا إلى الاتحاد . تم تشكيلها من أجزاء من مقاطعة رمزي ومقاطعة بنتون . كان نهر رم يقسم الخط بين المقاطعتين. كانت الحدود هي نفسها بشكل أساسي كما هي الآن ، باستثناء جزء صغير من الطرف الجنوبي الشرقي على طول نهر المسيسيبي وفي الجنوب ، المعروف سابقًا باسم مقاطعة مانومين . كان جزءًا صغيرًا مرتبطًا برامسي واحتلت ثلث بلدة الكونغرس. ثم تم إلحاقها بمقاطعة أنوكا عن طريق التعديل الدستوري في 2 نوفمبر 1869. أصبحت تعرف باسم فريدلي عام 1879.

## جغرافية
يتدفق نهر المسيسيبي جنوبي شرقي على طول الحدود الجنوبية الغربية للمقاطعة. يتدفق نهر رم جنوبًا عبر الجزء الغربي من المقاطعة ، ويصب في المسيسيبي عند الحدود الجنوبية الغربية للمقاطعة. تتكون الأرض من تلال مشجرة منخفضة التدحرج.  تنحدر التضاريس إلى الجنوب والشرق. أعلى نقطة هي تلة صغيرة 1.2 ميل (1.9   كم) شرق الركن الشمالي الغربي للمقاطعة ، على ارتفاع 1100 قدمًا (335 مترًا).  خلاف ذلك ، فإن أعلى نقطة للتضاريس هي على طول الجزء الغربي من خط الحدود الشمالية ، عند 1،083 '(330 م) ASL.  تبلغ مساحة المقاطعة 446 ميل مربع (1,160 كـم2) ، منها 423 ميل مربع (1,100 كـم2) هي الأرض و 23 ميل مربع (60 كـم2) (5.2٪) ماء. 

## أعلام
- تيم ساندرز